# MegaSalviShow
MegaSalviShow è stato un programma televisivo italiano comico, andato in onda dal 10 novembre 1988 al 3 marzo 1989 dal lunedì al venerdì in seconda serata su Italia 1, dalle 23 alle 23:15, per 70 puntate (con un "meglio di" di cinque minuti in onda il giorno successivo alle 14:25 in coda a Smile). Era ideato, scritto e condotto da Francesco Salvi.

## La trasmissione
Il programma, dalla brevissima durata di poco più di dieci minuti, era interamente ideato, scritto e condotto da Francesco Salvi, che in ogni puntata proponeva una serie di sketch comici che andavano a comporre un ipotetico palinsesto di una giornata televisiva. Salvi parodiava quindi trasmissioni (come Ti mando in sollucchero, versione strampalata di Telemike), serie televisive (con Perry Naso, parodia di Perry Mason), pubblicità (l'Amaro Qualunque). Venivano interpretati anche i principali personaggi di Salvi, tra cui lo zio Pino (citato nel brano Lo zio Bé nell’edizione  2005 dello Zecchino d’Oro, scritto dallo stesso Salvi) o un inviato speciale dell'improbabile rivista Coscia. Infine, nell'angolo della posta, Salvi si cimentava in monologhi che gli concedevano di lanciare dei veri e propri tormentoni verbali, come "E basta" e "Saluti a tutti tranne che a illo".
La sigla della trasmissione era stata realizzata dallo stesso attore comico ed era intitolata C'è da spostare una macchina; venne inclusa nel primo album discografico di Salvi, intitolato anch'esso Megasalvi.
Facevano parte del cast fisso degli attori del programma, insieme a Salvi, Sabrina Berticelli, Giorgio Baccassi, Paola Bonomi, Patrizia Cavaliere, Raffaella Corradini, Elisabetta Coraini, Paolo Lizza, Gino Concari, Piero Cotto, Walter D'Amore, Valerio Marini, Vincenzo Paodice.